# Swaption
En swaption är ett derivat i form av en option att ingå ett ränteswapavtal.
En ränteswap är ett avtal mellan två parter om att regelbundet under kontraktets löptid betala varandra fasta eller rörliga räntebetalningar. Vanligtvis betalar ena parten en rörlig ränta som beror på ett ränteindex i en viss valuta, t.ex. EURIBOR, medan andra parten betalar en på förhand bestämd fast ränta. Räntebetalningarna baseras på kontraktets nominella belopp, och den fasta swapräntan fastställs ofta till en nivå som gör att marknadsvärdet för swapen är noll vid kontraktets början.
En swaption är en option på en underliggande ränteswap. Det innebär att när optionen utlöper har optionens innehavare rättigheten, men inte skyldigheten, att ingå i det på förhand bestämda ränteswapavtalet med optionens utställare. I praktiken omvandlas då swaptionen till en swap om räntorna har rört sig så att marknadsvärdet för swapen är positivt ur swaptionsägarens synvinkel, och i annat fall har kontraktet tappat hela sitt värde.
För att få rätten till en swaption har innehavaren i allmänhet betalat en optionspremie. Storleken på premien beror på hur stor volatilitet man antar att den underliggande swapräntan kommer att ha, eftersom mer variation innebär större osäkerhet och ett högre värde av att inneha swaptionen. I praktiken kvoteras priset på en swaption vanligen i denna volatilitet.
Swaptioner ingår i gruppen exotiska optioner. 